# Halvvägs till himlen (TV-serie)
Halvvägs till himlen är en svensk komediserie som hade premiär i TV4 med start 2013.
Serien som består av tre säsonger hade premiär 11 september 2013 och visas i TV4. Huvudrollen spelas av Johan Glans, i övriga roller syns bland andra Jenny Skavlan, Anders Jansson och Michael Segerström.. Serien är skapad av Wiktor Ericsson, Anders Jansson och Johan Glans och Wiktor Ericsson skrev manus till första säsongen. Säsong ett med åtta avsnitt hade premiär 11 september 2013 och säsong två med åtta avsnitt hade premiär 1 oktober 2014. Den tredje säsongen hade premiär på C More den 29 november 2015.

## Handling
Den unge och idealistiske prästen Albin Olsson har just återvänt hem till Sverige från Kenya för att bli ny kyrkoherde i den lilla skånska landsorten Östra Nöbberup. Albin vill förnya församlingens arbete och börjar försöka locka besökare till kyrkan med minst sagt kontroversiella metoder. Det uppskattas inte alltid av de övriga medlemmarna i församlingen, särskilt inte av komministern Jan Samuelsson, som vill åt Albins plats som kyrkoherde.

## Avsnitt

### Säsong 1
| Avsnitt Nr | Titel                                 | Regisserad av | Manus av                        | Sändningsdatum    | Övriga roller |
| --- | ------------------------------------- | ------------- | ------------------------------- | ----------------- | ------------- |
| 1 | "Den gode herden"                     | Leif Lindblom | Wiktor Ericsson                 | 11 september 2013 |               |
| Albin börjar sitt jobb som kyrkoherde i den lilla skånska byn Östra Nöbberup. Han vill reformera kyrkan, men möts av misstänksamhet. Saker och ting blir inte bättre efter hans första mycket exotiska gudstjänst, under vilken den avgående kyrkoherden Tore oväntat dör.                                                                 |                                       |               |                                 |                   |               |
| 2 | "Om inte berget kommer till Muhammed" | Leif Lindblom | Wiktor Ericsson                 | 18 september 2013 |               |
| Sedan Albin tillträdde har antalet kyrkobesökare minskat avsevärt och något måste göras. Albin och diakonen Fanny (Jenny Skavlan) ger sig ut för att knacka dörr i ett försök att locka tillbaka byborna till kyrkan. Jan försöker övertyga kyrkorådets ordförande Bengt-Åke (Michael Segerström) om att Albin är olämplig som kyrkoherde. |                                       |               |                                 |                   |               |
| 3 | "Långfredagens mysterium"             | Leif Lindblom | Wiktor Ericsson                 | 25 september 2013 |               |
| Påsken nalkas och Jan planerar för årets golgatavandring, där han och personalen släpar ett kors genom byn. Men när Albin meddelar att han tänker ta över långfredagens gudstjänst blir Jan upprörd. Han anser att Albin förvandlar årets viktigaste kristna dag till ett jippo.                                                           |                                       |               |                                 |                   |               |
| 4 | "Gud och Mammon"                      | Leif Lindblom | Wiktor Ericsson                 | 2 oktober 2013    |               |
| På grund av kyrkans dåliga ekonomi får Albin i uppdrag av kyrkorådets ordförande att säga upp någon ur personalen. Något som rimmar illa med hans predikan om att sätta människans värde framför jakten på pengar. Vaktmästaren Hugo (Michael Petersson) har fått för sig att satanister härjar på kyrkogården.                            |                                       |               |                                 |                   |               |
| 5 | "Prostvisitationen"                   | Leif Lindblom | Wiktor Ericsson                 | 9 oktober 2013    |               |
| Lunds stifts kontraktsprost besöker församlingen och det visar sig att prosten är Albins före detta fru Karin (Julia Dufvenius). Albins hopp tänds om att de kan reda ut sina problem och när Karin vill prata om något personligt med honom tror han att hon är redo att komma tillbaka.                                                  |                                       |               |                                 |                   |               |
| 6 | "Exitus acta probat"                  | Leif Lindblom | Wiktor Ericsson                 | 16 oktober 2013   |               |
| Det är snart dags för årets stora kyrkobasar och Albin besöker syjuntan. Dess konservativa ordförande Evy har inte mycket till övers för Albins moderna metoder och de två har svårt att dra jämnt. När Albin dessutom gör misstaget att inte smaka på Evys prisvinnande kaka är måttet rågat.                                             |                                       |               |                                 |                   |               |
| 7 | "Sjätte budet"                        | Leif Lindblom | Wiktor Ericsson                 | 23 oktober 2013   |               |
| Albin stöter ihop med en möhippa och en av kvinnorna, Maggan, flörtar skamlöst med honom. Det hela slutar med att Albin nästa morgon vaknar med Maggan i sängen. Senare samma dag ska Albin och Jan hålla i kyrkans äktenskapsrådgivning och då dyker plötsligt Maggan upp med sin man.                                                    |                                       |               |                                 |                   |               |
| 8 | "Den blomstertid nu kommer"           | Leif Lindblom | Wiktor Ericsson, Niclas Ekström | 30 oktober 2013   |               |
| Rektorn för en skola vill hålla skolavslutningen i kyrkan med ett villkor, ceremonin får inte innehålla några religiösa inslag. Något Albin har svårt att acceptera. Samtidigt blir Albin erbjuden jobb som chef för en stor hjälporganisation i Afrika.                                                                                   |                                       |               |                                 |                   |               |

### Säsong 2
| Avsnitt Nr | Titel                                | Regisserad av                    | Manus av                                                           | Sändningsdatum   | Övriga roller |
| --- | ------------------------------------ | -------------------------------- | ------------------------------------------------------------------ | ---------------- | --- |
| 1 | "HBT-certifiering"                   | Leif Lindblom , Staffan Lindberg | Mikael Syrén, Gunnar Svensén, Johan Johansson, Daniella Mendel-Enk | 1 oktober 2014   | |
| Pingsten står för dörren och Albin planerar för fullt för årets stora bröllopshelg. När han får vet att en kändis från Stockholm vill gifta sig i kyrkan ser han sin chans att HBT-certifiera Östra Nöbberups kyrka. Men komminister Jan sätter sig på tvären.                                                                                                  |                                      |                                  |                                                                    |                  | |
| 2 | "Husförhör"                          | Leif Lindblom, Staffan Lindberg  | Mikael Syrén, Gunnar Svensén, Johan Johansson, Daniella Mendel-Enk | 8 oktober 2014   | |
| För att få bukt med kyrkans vikande besökssiffror vill Albin öppna ett journummer för själar i nöd. Jan å sin sida anser att församlingsborna ska engageras genom husförhör. Bengt-Åke är positiv till båda förslaget och frågan är vem av Albin och Jan som kommer lyckas få igenom sitt.                                                                      |                                      |                                  |                                                                    |                  | |
| 3 | "Gemensam gudstjänst"                | Leif Lindblom, Staffan Lindberg  | Mikael Syrén, Gunnar Svensén, Johan Johansson, Daniella Mendel-Enk | 15 oktober 2014  | |
| Jan sätter upp en dejtingprofil med hjälp av Fanny. Albin vill välkomna byns invandrare med en gemensam gudstjänst med de muslimska och judiska församlingarna i Malmö men han har både Jan och ortsborna är skeptiska till hans planer. |                                      |                                  |                                                                    |                  | |
| 4 | "Till den som har skall varda givet" | Leif Lindblom, Staffan Lindberg  | Mikael Syrén, Gunnar Svensén, Johan Johansson, Daniella Mendel-Enk | 22 oktober 2014  | Bekir - Milan Dragisic Ngozi - Josefina Vahlin Nguma Pascal - Omar Sene                                                                                     |
| Löneförhandlingar, och en varmvattenberedare som första pris. Albin vill lära sig nya rörelser. Albin och Fanny har försatt sig en situation som gör att de måste ljuga för sina kollegor. Saken blir inte bättre av att Albin måste hålla i löneförhandlingarna. Jan oroar sig för att kyrkans bingo inte ska ha råd med ordentliga priser.                    |                                      |                                  |                                                                    |                  | |
| 5 | "Sanningen ska göra er fria"         | Leif Lindblom, Staffan Lindberg  | Mikael Syrén, Gunnar Svensén, Johan Johansson, Daniella Mendel-Enk | 29 oktober 2014  | Karin - Julia Dufvenius Webkille - Niklas Jönsson Syster Anders - Filip Orrling Syter Malin - Rose-Marie Cruse                                              |
| Mailproblem, och somliga vill läsa andras mail. Albin fyller år. Fanny får svårt att hålla sin tystnadsplikt när de planerar en överraskningsfest. Jan känner sig utanför och skaffar sig tillgång till de kyrkoanställdas hemligheter och börjar genast utnyttja situationen. Men när Albin insisterar på att alla ska besöka blodbussen får Jan bekänna färg. |                                      |                                  |                                                                    |                  | |
| 6 | "Guds vrede"                         | Leif Lindblom, Staffan Lindberg  | Mikael Syrén, Gunnar Svensén, Johan Johansson, Daniella Mendel-Enk | 5 november 2014  | Biskopen - Johan Tyrberg Youssuf - Özz Nûjen Personlig tränare - Linus Thörnblad                                                                            |
| En konstutställning retar somliga. Och har Albin gått upp i vikt? En hädisk konstutställning ska besöka Östra Nöbberups bibliotek och Jan kräver att kyrkan ska stoppa utställningen. Albin vill inte hjälpa Jan att måla demonstrationsplakat, han är mer intresserad av att komma i form sedan Fanny pikat honom för att ha gått upp i vikt.                  |                                      |                                  |                                                                    |                  | |
| 7 | "Dela ditt bröd"                     | Leif Lindblom, Staffan Lindberg  | Mikael Syrén, Gunnar Svensén, Johan Johansson, Daniella Mendel-Enk | 12 november 2014 | Stefan - Jörgen Thorsson Eva - Birte Heribertson Josefine - Nora Andersen                                                                                   |
| Uteliggare, insamlingar och lite svartsjuka. Östra Nöbberup har fått sin första uteliggare till Bengt-Åkes stora fasa. Fanny rycker ut för att hjälpa den nödställde vilket gör Albin svartsjuk. Han bestämmer sig för att göra något också och drar i gång en insamling till förmån för en handikappad flicka.                                                 |                                      |                                  |                                                                    |                  | |
| 8 | "Harmageddon"                        | Leif Lindblom, Staffan Lindberg  | Mikael Syrén, Gunnar Svensén, Johan Johansson, Daniella Mendel-Enk | 12 november 2014 | Karin - Julia Dufvenius Karins assistent - Johanna Axerup Körledaren - Eva Westerling Biskopen - Johan Tyrberg Oskar - Robert Lillhonga Kören - Torn Gospel |
| När Östra och Västra ska bli en, krävs illmarighet. Östra Nöbberups kyrka får ett förödande besked om den hotande sammanslagningen med Västra Nöbberups församling. Personalen oroar sig och Fanny börjar fundera på att återvända till Norge. Albin som fruktar att både förlora jobbet och sin drömkvinna bestämmer sig för att agera.                        |                                      |                                  |                                                                    |                  | |

### Säsong 3
| Avsnitt Nr | Titel                                      | Regisserad av | Manus av | Sändningsdatum   | Övriga roller |
| --- | ------------------------------------------ | ------------- | -------- | ---------------- | ------------- |
| 1 | "I evigheten bär han stolt sin segerkrans" |               |          | 29 november 2015 |               |
| Kärlek och lycka frodas i Östra Nöbberup! Prästen Albin och diakonissan Fanny ska gifta sig. Men Fanny erbjuds ett nytt spännande jobb utomlands och Albin tvingas anställa den arbetsskygga Ylva. |                                            |               |          |                  |               |
| 2 | "Låt barnen komma till mig"                |               |          | 29 november 2015 |               |
| Den nya diakonissan Ylva visar sig vara helt olämplig att hålla i kyrkans barnverksamhet och Albin tvingas ta över, vilket visar sig bli en tuff uppgift. Ett av barnen är en kopia av Jan och en rad frågetecken dyker upp om saker som får honom att ifrågasätta om han kan vara pappan.                   |                                            |               |          |                  |               |
| 3 | "Mutor gör den klarsynte blind"            |               |          | 6 december 2015  |               |
| En ny begravningsentreprenör får Albin att inse hur korrumperat Östra Nöbberup är och tjänster byts med gentjänster hela tiden. I sin iver att bryta de invanda mönstren lyckas Albin reta upp hela samhället. Ylva har svårt att tro på att Jan är oskuld och börjar gräva i det.                           |                                            |               |          |                  |               |
| 4 | "Min Gud, varför har du övergivit mig"     |               |          | 6 december 2015  |               |
| Det värsta som kan hända en kyrkoherde drabbar Albin när han börjar vackla i sin tro. Som om det inte är illa nog är den ende som kan rädda honom hans kollega och ständige nemesis Jan. Jan läxar upp Ylva för att hon läser horoskop men råkar ge henne nya, vilda planer på hur hon ska dryga ut sin lön. |                                            |               |          |                  |               |
| 5 | "Bättre en levande hund än ett dött lejon" |               |          | 13 december 2015 |               |
| Ett prästbesök från Östra Nöbberups vänförsamling i Kenya får Albin att sakna sina, enligt honom själv, mer äventyrliga dagar och en idé föds. Att de ska byta arbetsplats med varandra! Jan står inför en av sitt livs största utmaningar, den första dejten med ungdomskärleken Lisa.                      |                                            |               |          |                  |               |
| 6 | "Gläd dig yngling, medan du är ung"        |               |          | 13 december 2015 |               |
| Anmälningarna till församlingens konfirmationskurs är nere på noll vilket får Albin att göra misstaget att försöka tänka nytt och ungdomligt. Medan han försöker uppdatera kyrkans rykte hos ungdomarna, som mest är intresserade av nattvardsvinet, försöker Ylva uppdatera bilderna på kyrkans hemsida.    |                                            |               |          |                  |               |
| 7 | "Gud gör inte skillnad på människor"       |               |          | 20 december 2015 |               |
| Jan ställs inför ett dilemma när Viktor, en vän till familjen, ska gifta sig med en kvinna men han är uppenbart homosexuell. Albin går med på att ställa upp i biskopsvalet när det behövs skenkandidater men till hans förvåning visar det sig vara mycket svårare att förlora än han trott.                |                                            |               |          |                  |               |
| 8 | "Det som en gång var är borta"             |               |          | 20 december 2015 |               |
| Albin satsar allt på att vinna biskopsvalet. Jan ser en chans att äntligen bli av med Albin och själv bli kyrkoherde i Östra Nöbberup och tar på sig rollen som Albins kampanjgeneral. Samtidigt vill Lisa inte gifta sig om de inte vet att de passar ihop i sängen.                                        |                                            |               |          |                  |               |

## Produktion
Halvvägs till himlen är inspelad i Arrie kyrka som är belägen i Arrie i Vellinge kommun.

## Rollista
| Roll                 | Skådespelare         | Övrigt         |
| -------------------- | -------------------- | -------------- |
| Albin Olsson         | Johan Glans          |                |
| Fanny                | Jenny Skavlan        |                |
| Jan Samuelsson       | Anders Jansson       |                |
| Bengt-Åke            | Michael Segerström   |                |
| Hugo                 | Michael Petersson    |                |
| Ann-Louise           | Boel Larsson         |                |
| Ylva                 | Sissela Benn         | Säsong 3       |
| Tobbe                | Erik Hjärpe          |                |
| Karin                | Julia Dufvenius      | S1:A5, S2 A8   |
| Biskop Johan Tyrberg | Biskop Johan Tyrberg | S2:A6, S2:A8   |
| Tore                 | Jan Malmsjö          | Gästroll S1:A1 |
| Filippa              | Nour El Refai        | Gästroll S1:A5 |
| Allan                | Göran Gillinger      | Gästroll S1:A8 |
| Lennart              | Henrik Johansson     | Gästroll S2:A1 |

## Hemvideoutgivningar
Första säsongen släpptes till DVD 2013.